# Melissa Reid

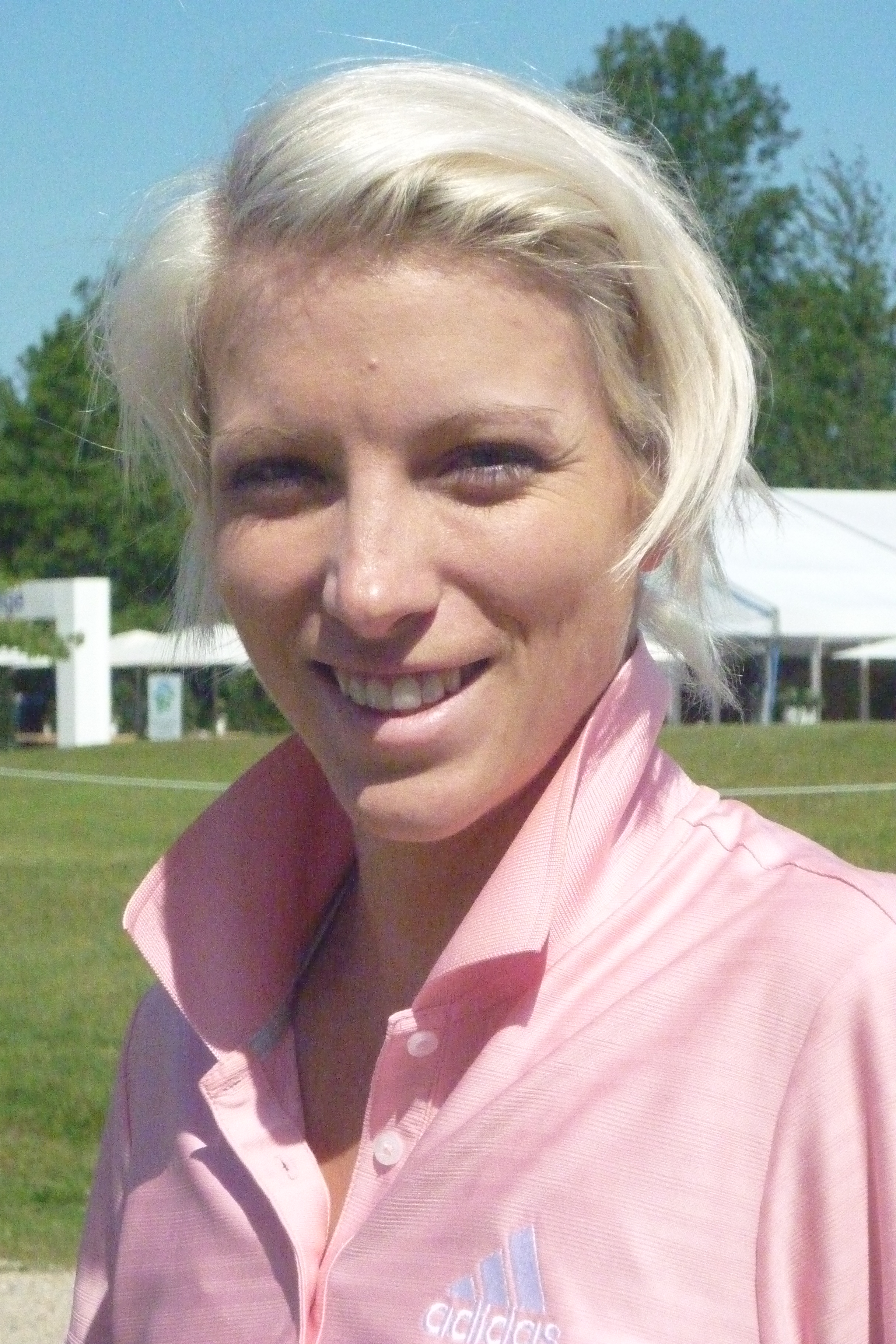
Melissa Reid op de Ladies Open op Broekpolder, 2011

Melissa Rose Reid (Derby, 19 september 1987) is een professioneel golfer uit Engeland.

## Amateur
Als jong meisje speelde ze voetbal met de jongens. Toen daar een einde aan kwam begon ze op 11-jarige leeftijd met golf. Haar coach werd Dave Ridley.
Haar belangrijkste overwinning als amateur was het Brits Strokeplay Kampioenschap op de Conway Golf Club. In het Women's British Open was zij de beste amateur en won de Smyth Salver. In 2007 zat zij bovendien in het Commonwealth Team.
Gewonnen
- 2004: English Girls'Championship (U18)
- 2005: English Girls'Championship (U18)
- 2006: Helen Holm Trophy
- 2007: Helen Holm Trophy, St Rule Trophy, British Amateur Strokeplay Championship,

Teams
- Jr Solheim Cup: 2005
- Curtis Cup: 2006
- Vagliano Trophy: 2007

## Professional
Na haar succes als amateur werd zij eind 2007 professional. Vanaf 2008 speelt zij op de Ladies European Tour. Ze werd dat jaar drie keer tweede, onder meer op Broekpolder, en eindigde als Rookie of the Year. 
In 2009 behaalde ze weer enkele top-10 plaatsen, onder meer bij het Zwitsers Open. In 2010 won ze het Open in Turkije. Haar tweede overwinning was op Golfclub Broekpolder waar zij het Deloitte Ladies Open won met een score van 213 (-3).
Gewonnen
- 2010: Turkish Airlines Ladies Open (-3)
- 2011: Deloitte Ladies Open (-3)

In het laatste weekeinde van mei 2012 werd Melissa Reid geconfronteerd met een drama. Na het Duits Open kwam haar moeder om het leven bij een verkeersongeluk.